# Cystéinyldopa
La cystéinyldopa est un métabolite de la biosynthèse de la mélanine. L'excès de cette catécholamine dans l'urine et le plasma sanguin est un indicateur de mélanome et peut être utilisé pour le diagnostic comme pour la détection de métastases postopératoires.
Il en existe deux isomères métaboliques : la 5-S-cystéinyldopa et la 2-S-cystéinyldopa.
La cystéinyldopa intervient dans la synthèse de la phéomélanine à partir de dopaquinone et de cystéine, mais pourrait également se former par hydrolyse de la glutathiondopa présente dans les mélanocytes.